# Tjänsteproduktion
Med tjänsteproduktion avses de sektorer i samhällsekonomin som producerar tjänster och därmed inte tillhör den primära sektorn, där jordbruksprodukter framställs, eller den sekundära sektorn, där industriproduktion sker utan den tertiära sektorn. Hit räknas både privat (kommersiell) och offentlig service liksom handel och transporter.
I moderna ekonomiskt utvecklade samhällen tenderar tjänsteproduktionen att bli en allt större del av den samlade ekonomin.
Till tjänsteproduktion räknas så gott som hela den offentliga sektorn i de flesta västländer, handel, transporter, privata tjänster som bilreparationer och hårfrisörsalonger samt finansiella tjänster inom till exempel banker.